# Дом Ф. И. Абрюкина
Дом Фёдора Ивановича Абрюкина — объект культурного наследия, памятник истории и архитектуры, образец застройки города Оренбурга начала XX века.
Согласно «Списка лицам, коим разрешены постройки домов вновь, пристроек к ним и исправления существующих строений, у которых постройки окончены и оценены (за время с 1 мая 1906 г. по 1 мая 19 07 г.)», Абрюкин Федор Иванович возводит в квартале 160 по Воскресенской улице «каменный 2-х этажный дом с подвалами, во дворе каменная кухня над холодными каменными службами и деревянные холодные службы; крыто железом». Новые постройки были оценены в 5720 рублей.
В 1909 году производство было расширено, и вместо деревянных служб было построено двухэтажное кирпичное крыло по северной границе участка. С улицы, на первом этаже, располагался кондитерский магазин.
Реклама кондитерской Ф. И. Абрюкина размещена в Справочнике по городу Оренбургу 1915 г. Г. Я. Галактионова.
В мае 1916 года, во время беспорядков в городе, конфетный магазин Ф. И. Абрюкина был разгромлен.
После Октябрьской революции 1917 года и установления в Оренбурге советской власти в 1919 году усадьба Абрюкина была национализирована. Все постройки и главный дом отданы под учебное заведение — общеобразовательную школу № 41. Также в послереволюционные годы в этом здании ставили спектакли татарские артисты.
Во время переоборудования дома Ф. И. Абрюкина под школу изменилась внутренняя планировка и композиция фасадов. Были заложены дверные и балконные проемы, со стороны дворового западного фасада утрачена галерея второго этажа, на уличных фасадах утрачены конструкции балконов. К двухэтажному северному крылу во дворе выполнены пристрои.
в 2016 году были проведены работы по реставрации крыши, установлены аутентичные старинные водостоки, установлено ограждение кровли.
Дом Ф. И. Абрюкина сохранил, несмотря на ряд утрат, подлинность основных строительных конструкций и материалов, и является исторически достоверным образцом застройки города Оренбурга начала XX века.

## Архитектурные характеристики
Архитектурный облик, пропорции композиционного решения, декоративное оформление фасадов имеет черты и формы, присущие направлению эклектики. Особые архитектурные элементы: богатая пластика главного фасада, раскреповки.
Капитальные стены 1906—1907 гг. сделаны из красного глиняного кирпича:
- фасадные стены из красного керамического кирпича в технике верстовой кладки, не оштукатурены, не окрашены.
- техника выполнения декоративных элементов на фасадах исторического здания выполнены из тесаного кирпича в технике рельефной кирпичной кладки.

Декоративные элементы на фасадах:
- венчающий карниз,
- междуэтажный карниз,
- пилястры,
- аттики полуциркульного очертания,
- парапетные столбики.[2]